# ادواردو فرای مونتالوا
ادواردو فرای مونتالوا (انگلیسی: Eduardo Frei Montalva؛ ۱۶ ژانویهٔ ۱۹۱۱ – ۲۲ ژانویهٔ ۱۹۸۲) یک وکیل و سیاست‌مدار اهل شیلی بود.